# Aldo Espinoza
Aldo Roque Espinoza (Buenos Aires-5 de enero de 1955) es un exfutbolista argentino. Se desempeñaba como marcador central o lateral derecho y su primer club fue Huracán:

## Carrera
Desde su debut se mostró como una promesa en su puesto, ya que al poco tiempo fue convocado por César Menotti para disputar unos amistosos con la selección argentina.
Luego de tres temporadas en Huracán pasó a Racing Club. En 1978 emigró al club colombiano Millonarios, con el que se consagró campeón de liga ese mismo año.
En 1980 llegó a Rosario Central; su debut se produjo en el encuentro de la primera fecha del Metropolitano ante Quilmes (empate 2-2). Disputó 17 partidos ese torneo, y 9 en el Nacional, siendo remplazante de Oscar Craiyacich, obteniendo el título en el Nacional. Hasta 1981 disputó 36 encuentros con la camiseta auriazul, marcando un gol.
Entre 1983 y 1984 jugó para Argentino de Quilmes; cerró su carrera en Huracán Las Heras, disputando el Nacional 1985.

## Clubes
| Club                 | País      | Año       |
| -------------------- | --------- | --------- |
| Huracán              | Argentina | 1974-1976 |
| Racing Club          | Argentina | 1977      |
| Millonarios          | Colombia  | 1978      |
| Rosario Central      | Argentina | 1980-1982 |
| Argentino de Quilmes | Argentina | 1983-1984 |
| Huracán Las Heras    | Argentina | 1985      |

## Selección nacional
Disputó dos encuentros amistosos en 1975, durante la Copa Ciudad de México. Si bien el entrenador de la selección era César Menotti, en el torneo fue dirigida por Miguel Antonio Juárez.

### Participaciones en la Selección
| Instancia                  | Fecha        | Rival          | Resultado |
| -------------------------- | ------------ | -------------- | --------- |
| Copa Ciudad de México 1975 | 21 de agosto | Estados Unidos | 6-0       |
| Copa Ciudad de México 1975 | 31 de agosto | México         | 1-1       |

## Palmarés
| Título                | Equipo          | País      | Año    |
| --------------------- | --------------- | --------- | ------ |
| Campeonato Colombiano | Millonarios     | Colombia  | 1978   |
| Primera División      | Rosario Central | Argentina | N-1980 |